# Szilas-patak (Nógrád vármegye)
A Szilas-patak a Ózd-Egercsehi-medence északi részén ered, Bárna településtől keletre, Nógrád vármegyében, mintegy 318 méteres tengerszint feletti magasságban. A patak forrásától kezdve keleti irányban halad, majd Szederkénypusztánál éri el a Tarna-patakot.

## Part menti települések
- Szilaspogony
- Szederkénypuszta